# 馬克·貝多爾
馬克·貝多爾（1953年4月6日—）出生於法國曼恩-盧瓦爾省特雷拉澤，是一名前職業足球員，司職前鋒。貝多爾為法國國家足球隊上陣16次，並射入5球。
在貝多爾的職業生涯中，他曾效力於昂熱、沙貝魯根和馬賽、再回去昂熱、然後效力艾米恩斯及奧連斯。貝多爾曾代表法國隊出戰1978年世界盃，在首輪對陣匈牙利的比賽中射入一球。

## 外部鏈接
- Marc Berdoll （页面存档备份，存于）於法國足球總會（法語）
- Marc BERDOLL 於法國足球總會（法語）
- Marc Berdoll （页面存档备份，存于）於fussballdaten.de